# Кілдраммі
Замок Кілдраммі (англ. Kildrummy) — руїни замку, розташовані в Абердинширі, в Шотландії.

## Інформація для відвідувачів
Замок відкритий з квітня по вересень щодня з 09.30 до 18.30. 

Дорослий квиток : £ 3.00. Дитячий квиток: £ 1.30.